# 大場四平
大場 四平（おおば しへい、1890年（明治23年）1月14日 - 1963年（昭和38年）7月25日）は、日本陸軍の軍人。最終階級は陸軍中将。

## 経歴
宮城県出身。大場喜七の息子として生まれる。1910年（明治43年）5月、陸軍士官学校（22期）を卒業し、同年12月、歩兵少尉に任官。
1936年（昭和11年）8月、歩兵大佐に昇進し歩兵第7連隊留守隊長に就任。1937年（昭和12年）8月、歩兵第42連隊長に転じ日中戦争に出征。太原攻略、徐州会戦などに参戦。1938年（昭和13年）7月、豊橋陸軍予備士官学校歩兵学生隊長に異動し帰国。1939年（昭和14年）8月、陸軍少将に進級し留守第10師団司令部付となる。
1940年（昭和15年）8月、第10歩兵団長に就任し太平洋戦争を迎えた。1942年（昭和17年）8月、陸軍中将に進み第16師団長に親補され、フィリピン防衛を担った。1944年（昭和19年）3月、参謀本部付に移り、同年6月、東京湾要塞司令官に就任。1945年（昭和20年）6月、東京湾兵団司令官兼東京湾要塞司令官に発令され、アメリカ軍の上陸に備え終戦を迎えた。
1947年（昭和22年）11月28日、公職追放仮指定を受けた。

## 栄典
位階
- 1911年（明治44年）3月10日 - 正八位[6]
- 1914年（大正3年）2月10日 - 従七位[7]
- 1919年（大正8年）3月20日 - 正七位[8]
- 1924年（大正13年）5月15日 - 従六位[9]

勲章
- 1940年（昭和15年）8月15日 - 紀元二千六百年祝典記念章[10]

## 親族
- 兄 大場弥平（陸軍少将）[3]
- 孫 石井和紘（建築家）